# Arachnophaga picardi
Arachnophaga picardi is een vliesvleugelig insect uit de familie Eupelmidae. De wetenschappelijke naam is voor het eerst geldig gepubliceerd in 1936 door Bernard.